# 브랑코 주리치
브랑코 주리치(Branko Đurić, 1962년 5월 28일 ~ )는 보스니아 헤르체고비나의 배우, 연출가, 가수이다.

## 같이 보기
- 르네 비토라작